# 湯所口の戦い
湯所口の戦い（ゆところぐちのたたかい）は永禄6年（1563年）4月3日に武田高信と山名豊数率いる布施（勢）屋形勢の間で起こった戦い。湯所合戦とも言われ、武田高信の勢力が因幡一円に広がるきっかけとなった。

## 戦いの背景
因幡守護の山名誠通が山名祐豊によって討たれた後の因幡は但馬山名氏の治める所となっていた。山名豊定の死後、祐豊の子・山名棟豊が守護職を継承するが、就任して約1年半後の永禄4年（1561年）に死去してしまった。棟豊の死後、今度は豊定の子息・山名豊数が因幡守護に送られた。その頃、鳥取城主の武田高信は布施屋形（豊数）からの離脱と独立を画策していた。高信は永禄5年（1562年）の末～翌年初めにかけて布施屋形から離脱、永禄6年（1563年）3月には豊数と「因州之屋形武田取相（とりあい）」に及んでいる。

## 戦いの経過
高信の挙兵当初、布施屋形勢は高信と十分に対抗し得る力を有していた。強大化する武田勢を警戒した豊数は鳥取城を攻撃して武田勢を一気に叩こうと計画を立て、4月3日、秋里氏・橋本氏･別所氏らを先陣に中村伊豆守豊重を大将と定めて、現在の鳥取市秋里の方面から城下の湯所口へ兵を進めた。これを迎え撃つ高信は城下へ乱入されまいとして、久松山（きゅうしょうざん）を下り抗戦した。

両者一進一退の激戦が続いたが、中村伊豆守の軍勢の一部がついに木戸を破って城内へ侵入し、一気に攻め入った。布施側の勝利は目前かと思われた頃、武田勢によって城内に仕掛けてあった鉄砲が一斉に攻め込む布施勢に放たれた。突然のことに布施衆が混乱する中、一発が大将の中村伊豆守に命中し、武田勢によって討ち取られた。中村伊豆守の討死や武田勢の猛攻により優勢であった布施屋形勢は押し戻されて劣勢へと転じ、最終的に戦いは武田勢の勝利に終わった。

## その後の情勢
決戦に敗れた布施屋形勢はこの後、急速に勢力を衰退させていった。一方、決戦に勝利した武田勢はいっそう布施屋形への攻勢を強め、毛利氏と与した高信は同年12月には豊数を布勢天神山城から追い落とし鹿野城に逃走させることに成功した。これ以後、高信の勢力は因幡一円に広がるようになったと言われる。しかし、実際には山名氏でさえも管掌しきれなかった因幡国内の国人領主達が高信の野望の前に立ちふさがった。結局、これを境に因幡は但馬山名氏によって築かれていた国内の平穏が崩れ、毛利氏・尼子氏・山名氏や南因幡の国人連合が入り乱れる戦乱の時代に入っていった。